# جغدر بالا
جُغدَر بالا یا جُغدَر، روستایی در دهستان سیاهو بخش مرکزی شهرستان بندرعباس در استان هرمزگان ایران است.
جغدر بالا نزدیک به باغ های این روستا هست که بیشترین باغ های این روستا برای خانواده فتحعلی شهبازی خدا بیامرز است.
که الان به بچه های ایشون (دانیال,عیسی،اسماعیل،غلام،علی)
بیشترین میوه های این باغ ها نارنگی،انگور،انجیر،انار،خرما،پرتقال است و شغل اکثر مردم این روستا باغداری است.

## جمعیت
بر پایه سرشماری عمومی نفوس و مسکن در سال ۱۳۹۵، جمعیت این روستا برابر با ۲۰۸ نفر (۹۱ خانوار) بوده‌است.